# استیو بروس
استیون راجر «استیو» بروس (به انگلیسی: Stephen Roger "Steve" Bruce) (زاده ۳۱ دسامبر ۱۹۶۰) بازیکن سابق و سرمربی فوتبال اهل انگلستان است.